# Birocrație excesivă
Birocrația este un termen referitor la reglementare⁠(d) sau conformitatea cu normele formale sau standardele care sunt considerate excesive, rigide sau redundante, ori la procedeele birocratice despre care se presupune că ar îngreuna sau chiar ar împiedica anumite acțiuni sau procesul decizional. De obicei, se folosește cu referire la situația guvernelor, corporațiilor și a altor organizații mari. Procedeele deseori categorizate drept „birocrație” includ completarea documentelor, obținerea licențelor, existența mai multor persoane sau comitete ce aprobă o decizie sau diverse reguli la nivel inferior, încetinind sau îngreunând gestionarea afacerilor sau chiar ambele situații, uneori. În anul 2021, într-o meta-analiză a studiilor de specialitate s-a constatat că birocrația împiedică performanța organizațională și bunăstarea angajaților, mai ales în cazul birocrației interne impusă de organizație asupra propriilor angajați, ce a fost identificată ca fiind deosebit de dăunătoare.
Povara administrativă, un concept conex, se referă la cheltuielile pe care cetățenii le pot avea în urma interacțiunii cu aparatul administrativ al statului, chiar și în cazul în care reglementările sau procedeele birocratice urmăresc scopurile legitime.

## Origini

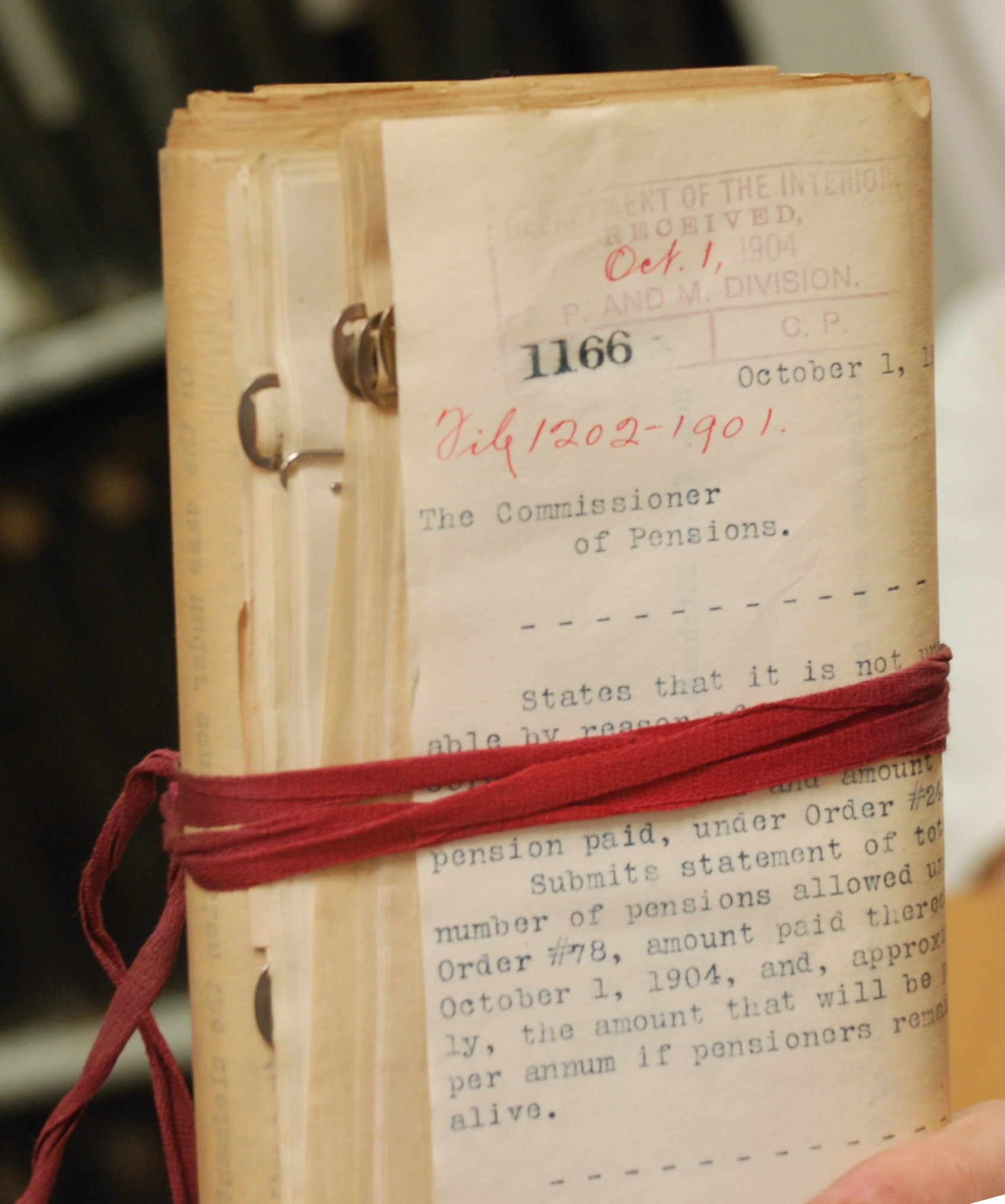
Pachet de documente de pensie din SUA din 1906 legate cu sfoară roșie

În mod obișnuit, se consideră că termenul red tape, sintagma folosită pentru a desemna birocrația în limba engleză, originează la începutul secolului al XVI-lea, în administrația spaniolă a lui Charles al V-lea, împăratul Spaniei⁠(d) și al Sfântului Imperiu Roman, care a început să folosească panglica sau sfoara roșie în efortul de a moderniza administrația ce îi conducea vastul Imperiu. Panglica roșie era folosită pentru legarea celor mai importante dosare ce necesitau dezbaterea imediată a Consiliului de stat⁠(d) și separarea acestora de problemele tratate în mod obișnuit, care erau legate cu sfoară obișnuită.
Chiar dacă nu administrau un teritoriu atât de vast precum Charles al V-lea, ceilalți monarhi europeni moderni au adoptat cu ușurință practica folosirii panglicii roșii pentru a diferenția dosarele importante ce trebuiau discutate pentru avansarea procesului administrativ.

## Istoria de mai târziu
Tradiția a persistat până in secolele al XVII-lea și al XVIII-lea.
În David Copperfield, Charles Dickens scria „Britannia, acea femeie nefericită, stă mereu în fața mea, precum o pasăre gata de dat la rotisor: străpunsă dintr-o parte în alta cu stilouri și legată de mâini și de picioare cu panglică roșie”. Practica englezească de a lega documentele și actele oficiale cu sfoară roșie a devenit cunoscută în scrierile lui Thomas Carlyle, care protesta împotriva inerției oficiale prin expresii precum „Puțin altceva decât o mașinărie vorbitoare birocratică și un sac nefericit de elocvență parlamentară.” Până în ziua de azi, majoritatea dosarelor avocaților pledanți și a celor venite din partea clienților privați, sunt legate cu o panglică de culoare roz, cunoscută sub numele de „panglică roz” (în engleză "pink tape") sau „panglică legală” (în engleză "legal tape").

## Secolul 20–21
La sfârșitul secolului al XX-lea și continuând în secolul al XXI-lea, secole în care funcționarii publici folosesc computere și tehnologia informației, o datină moștenită de la administrația Imperiului Spaniol este încă pusă în practică de către anumite servicii din eșalonul superior al administrației spaniole. Acestea continuă tradiția folosirii panglicii roșii pentru a lega dosarele importante ce trebuie discutate și a păstrării dosarului în panglică roșie odată ce acesta este închis. Așa se întâmplă, spre exemplu, în cazul Consiliului de stat spaniol⁠(d), consiliul consultativ suprem al Guvernului spaniol⁠(d). În schimb, instanțele inferioare spaniole folosesc panglică obișnuită pentru a lega documentele, deoarece cazurile lor nu ar trebui să fie audiate la niveluri superioare. Guvernul spaniol plănuiește să renunțe treptat la utilizarea hârtiei și să renunțe la practica folosirii panglicii.
Birocrația spaniolă continuă să fie renumită pentru nivelurile deosebit de crescute ale birocrației (în sensul figurat), încă de la începutul secolului al XXI-lea. În anul 2013, Banca Mondială a clasat Spania pe locul 136 din 185 în ceea ce privește ușurința demarării unei afaceri, proces care, în medie, necesită 10 proceduri și 28 de zile.
Probleme asemănătoare persistă în întreaga America Latină. Spre exemplu, Mexicul a fost locul în care a luat naștere compania Syntex⁠(d), una din cele mai mari firme farmaceutice ale secolului 20—dar în anul 1959,  compania a optat pentru orașul Palo Alto, California(ceea ce acum este cunoscut ca Silicon Valley) din Statele Unite, din cauza frustrărilor oamenilor de știință în legătură cu întârzierile birocratice ale guvernului mexican ce impiedicau cercetările acestora în mod repetat. Cât despre anul 2009 în Mexic, au fost necesare 6 luni și o duzină de vizite la agenții guvernamentale pentru a obține o autorizație pentru vopsirea unei case, iar pentru obținerea unei prescripții medicale pentru gamaglobulină pentru tratarea agamaglobulinemiei X-linkată⁠(d) un pacient a trebuit să dobândească semnături de la doi medici de stat și ștampile de la patru birocrați diferiți înainte de a prezenta prescripția la un dispensar.
În Statele Unite, reducerea birocrației a fost principiul central al unui studiu solicitat de către administrația Clinton⁠(d)  privind evaluarea națională a performanțelor⁠(d) din anul 1993.

## Definițiile birocrației
Birocrația poate fi asimilată cu reguli organizaționale, reglementări și proceduri ce nu îndeplinesc nicio funcție socială sau administrativă semnificativă. Formalizarea și birocrația rămân în vigoare, aducând cu sine ineficiența, întârzierile nefolositoare și frustrarea.
O altă definiție a birocrației, adoptată în mai multe studii, o descrie ca fiind reprezentată de reguli, reglementări și proceduri ce rămân în vigoare și impun sarcini de reglementare, însă nu avansează scopurile legitime intenționate de reguli.
Sarcina de reglementare, prima componentă a acestei definiții, se referă la efortul și timpul depus pentru respectarea unei reguli. Funcționalitatea, a doua componentă a definiției, se referă la gradul perceput în care o regulă, o reglementare, sau procedură își îndeplinește scopul pentru care este menit să reglementeze, iar atunci când scopul nu este săvârșit, este aplicată regula „red tape” (birocrație) versus „green tape” (reguli destinate reducerii birocrației). Ambele componente, sarcinile de reglementare și lipsa funcționalității, trebuie să fie existente înainte ca o regulă să fie denotată ca fiind birocrație.
Potrivit unei perspective post-pozitiviste asupra lumii, cunoscută sub numele de „abordarea eficacității funcționale” sau „viziunea cost-beneficiu”, birocrația este definită prin formalități ineficiente, observabile și obiective în agențiile publice ceea ce înseamnă că acestea sunt disfuncționale pentru organizație și invalide pentru scopul intenționat. Această concepție a apărut în contextul birocrației ca „reguli, reglementări și proceduri ce rămân în vigoare și impun sarcini de reglementare pentru organizație, dar ineficace pentru obiectivele funcționale ale regulilor”.
Definițiile corespunzătoare birocrației au fost clasificate în două moduri:
- Birocrația organizațională: Reguli, reglementări și proceduri ce rămân în vigoare și impun sarcini de reglementare pentru organizație, dar nu aduc nicio contribuție pentru îndeplinirea obiectivelor funcționale ale regulilor.
- Birocrația părților interesate: Reguli organizaționale, reglementări și proceduri ce rămân în vigoare și impun sarcini de reglementare, dar nu oferă niciun obiectiv valorificat de către un anumit grup de părți interesate[16].

## Birocrația și reglementarea
În esență, reglementarea există pentru a crea valoare publică și pentru a pune în valoare cetățenii afectați de practicile de comerț inexate, monopoluri, externalitățile și disfuncționalitățile pieței, precum și pentru înteprinderile ce beneficiază din urma reglementării sub forma protecției pe piață, subvențiilor și protecției titlurilor de proprietate — pentru cei care doresc ca reglementarea să le ofere certitudinea nevoită pentru a-și lua deciziile de afaceri.
Atunci, de ce reglementarea începe să fie percepută drept „birocrație”?
În revizuirile de reglementare și în dezbaterea publică privind reglementarea, termenul „birocrație” poate fi folosit în mod comutabil cu termenul „reglementare”. Cu toate acestea, birocrația și reglementarea nu sunt același lucru — termenul anterior este folosit pentru a descrie cerințele reglementare ce depășesc „limita de intervenție necesară pentru a aborda o problemă socială sau economică identificată”.
Revoluția neoliberală din anul 1970 și din începutul anului 1980, condusă de Președintele Statelor Unite Ronald Reagan și de prim-ministra Regatului Unit, Margaret Tatcher, au identificat statul ca fiind principalul suspect al „stagflației”, combinația ratei crescute de șomaj, creșterea inflației și creșterii economice scăzute. Se susținea faptul că rolul Guvernului ar trebui să fie conducerea, nu vâslirea. Guvernele erau percepute ca fiind costisitoare, ineficiente, ineficace, reticente față de risc, coercitive și captate de căutătorii de rente și interesele sectoriale.
În Australia, organizațiile precum Institutul de Afaceri Publice au împărtășit aceste sentimente, descriind creșterea „statului reglementator” drept dovada unei încercări de subminare a democrației australiene și o amenințare la adresa sistemelor de control democratice, judiciare, parlamentare și administrative. Creșterea ratei de utilizare a instrumentelor legislative și a cvasi-legislației, percepute ca „elemente reglementare nedetectabile”, este văzut ca un asalt asupra responsabilității democratice. Se dă de înțeles că Australia are o „criză birocratică” cauzată de o „avalanșă” a reglementării.
Cu toate acestea, reforma de reglementare este necesară, iar într-o revizuire recentă  a fost declarat faptul că fuziunea în curs de desfășurare dintre reglementare și birocrație, fie ea intenționată sau nu, va stagna îmbunătățirea reglementării. În schimb, o soluție mai bună pentru „războiul politic împotriva reglementării și birocrației” ar fi ca punctul de plecare al oricărui guvern să fie perceperea reglementării drept un activ, nu ca un pasiv.

## Definirea și măsurarea birocrației
Birocrația este deseori asociată cu reglementarea sau conformitatea în general. În contextul "războaielor politice împotriva birocrației", opiniile care se concentrează asupra originii și scopului legislației observă că aceasta poate proveni din mai multe surse. Acestea pot include răspunsuri la eșecurile sau incidentele de pe piață, presiunea cetățenilor și campaniile organizațiilor necanonice. Un "război împotriva birocrației" este, prin urmare, considerat în mod inerent politic și se referă la diferite perspective asupra funcției reglementării, a funcției statului în societate și a relației adecvate dintre guvern, sectorul privat și comunitate.
Măsurătorile birocrației pot încerca fie să calculeze costurile activităților impuse de reglementări, fie să determine dimensiunea problemei prin raportare la numărul de instrumente de reglementare, de instrumente legislative sau la numărul de licențe sau autorizații care există în legătură cu un anumit sector. Cu toate acestea, acest tip de analiză care numără cuvintele sau articolele sunt considerate "modalități rudimentare de măsurare a sarcinii reglementării". Acestea pot confunda sarcini administrativ simple cu sisteme de înregistrare complexe sau bizantine și pot, de exemplu, confunda activitățile de reglementare legitime cu birocrația, date fiind condițiile subiective pentru a stabili dacă o cerință este sau nu este birocrație.
Capacitatea guvernului de a cuantifica beneficiile și costurile reglementării este, de asemenea, dificilă; o concentrare insuficientă asupra eficacității din punct de vedere al costurilor în reglementare poate ascunde sau neglija alte valori, cum ar fi transparența, responsabilitatea și corectitudinea. Prin urmare, fișele sau analizele de impact ale reglementării sunt potențial afectate sau problematice atunci când adoptă o perspectivă restrictivă.

## Reducerea birocrației
Sintagma "reducerea birocrației" se referă, în general, la o reducere a impedimentelor birocratice în calea acțiunii. Specialiștii în administrație publică au examinat impactul birocrației asupra funcționarilor de stat prin cercetări cu privire la performanța administrativă, accesul comportamental și calitatea actelor normative.
Reprezentanții întreprinderilor susțin adesea că birocrația constituie o barieră pentru afaceri, în special pentru IMM-uri. În Canada, Federația canadiană a firmelor autonome⁠(d) a efectuat cercetări ample cu privire la impactul birocrației asupra întreprinderilor mici. În 2018, micile întreprinderi erau afectate de 15.875 de cerințe de reglementare din partea Health Canada, 1.808 din partea Canada Revenue Agency și 4.519 din partea Finance Canada. Potrivit datelor întocmite de guvernul federal, un total de 136.121 de cerințe federale au fost impuse întreprinderilor, la care se adaugă cerințele provinciale. Regula "unu la unu" a autorităților canadiene recomandă ca autoritățile de reglementare să compenseze noile costuri în cei doi ani care urmează punerii în aplicare a noilor reglementări. Din 2012 până în 2018, 131 de reglementări individuale au fost eliminate de Ottawa, scăzând sarcina administrativă cu 30,6 milioane de dolari. Cu toate acestea, în aceeași perioadă de timp, 76 de reglementări noi au fost excluse de la regula "unu la unu".
Comisia Europeană organizează o competiție care premiază "Cea mai bună idee pentru reducerea birocrației". Concursul "vizează identificarea de sugestii inovatoare pentru reducerea birocrației inutile care decurge din dreptul european". În 2008, Comisia Europeană a organizat o conferință intitulată "Reducerea birocrației pentru Europa". Scopul conferinței a fost "reducerea birocrației și a birocrației excesive", pentru a ajuta "oamenii de afaceri și pe antreprenori să dezvolte competitivitatea".
Dincolo de reducerile eficiente ale birocrației, unele dovezi indică faptul că implementarea unor reguli în mod consecvent și imparțial poate influența în mod pozitiv măsura în care cetățenii percep că există birocrație în rândul unei agenții guvernamentale.
Analiza australiană relevă faptul că, deși birocrația este adesea percepută ca fiind extrem de costisitoare pentru întreprinderi, modul de evaluare este complex. Este posibil ca supozițiile privind costurile birocrației să nu ia întotdeauna în considerare beneficiile reglementării; este important să se facă distincția între costurile de conformitate în sine și costurile birocrației, care poate fi o subdiviziune a conformității. Analizele privind costurile birocrației sunt adesea compilate de cei care suportă costurile, iar cercetarea australiană indică faptul că deseori acestea sunt preluate și repetate necritic, de exemplu de către mass-media, și că, prin urmare, ipotezele sunt adesea netestate.

## Sarcina administrativă
"Sarcina administrativă" este un concept înrudit cu cel de "birocrație". În timp ce birocrația presupune că reglementările nu servesc unor scopuri legitime, conceptul de povară administrativă recunoaște că reglementările care sunt destinate unor scopuri bune pot, totuși, să implice o povară. Povara administrativă poate fi caracterizată ca fiind "costurile de învățare, psihologice și de punere în conformitate pe care le suportă cetățenii în interacțiunile lor cu guvernul". Uneori, aceste costuri se consideră legitime sau necesare dacă ele ating valori publice importante fără a crea o obligație prea grea pentru cetățeni.
Cu toate acestea, sarcina administrativă poate exacerba inegalitatea atunci când nu este uniform distribuită sau când afectează oamenii în mod diferit. De exemplu, Khawaja Sira din Pakistan - persoane care nu sunt "identificate din punct de vedere cultural nici ca bărbați, nici ca femei" - se confruntă cu costurile psihologice ale discriminării și cu costuri de obținere a actelor de identitate legale neobișnuit de ridicate. Indivizii exploatați sau marginalizați din punct de vedere istoric ar putea alege să nu caute beneficii pentru care să fie eligibili, să renunțe la programele administrative sau să aibă interacțiuni negative cu birocrații ca urmare a sarcinilor administrative inegale. În funcție de domeniul de prestații și de nivelul sarcinii resimțite, aceste repercusiuni ar putea avea efecte negative asupra sănătății, ocupării forței de muncă și bunăstării persoanelor. De asemeni, inegalitățile existente în societate determină creșterea probabilității ca persoanele expuse să se confrunte cu sarcini administrative în primul rând pe baza identității lor și a prestațiilor pe care le solicită (de exemplu, concediu de maternitate sau prestații pentru îngrijirea copiilor). Există unele dovezi că percepțiile privind meritele ar putea influența disponibilitatea politicienilor de a permite în mod pasiv sarcinile administrative sau de a le crea în mod activ prin elaborarea politicilor; această teorie are implicații în materie de echitate dacă membrii grupurilor defavorizate sunt considerați ca fiind mai puțin merituoși.

## Percepții asupra birocrației și a implicării sindicatelor
Reglementarea poate fi percepută fie drept birocrație, fie drept un lucru legitim și justificat de către oricare parte: clienții, publicul, agenția responsabilă și angajații al căror rol este de a impune reglementările. Cercetările au constatat că atunci când membrii unui sindicat petrec timp în reuniuni oficiale și cadre formale, aceștia pot internaliza perspectivele sindicale asupra aspectelor precum procesele și procedurile, multe dintre acestea având scopul de a fi un beneficiu pentru sindicaliști. Când aceștia internalizează aceste valori, există șanse mai mari să perceapă reglementările sau regulile ca fiind benefice, în loc de a le vedea că fac parte din birocrație. În contextul serviciului public, acest aspect poate fi valoros, deoarece acești membri vor fi responsabili pentru implementarea regulilor. Atunci când sindicaliștii percep regulile ca fiind valoroase, sunt mai predispuși să le respecte sau să le aplice în mod voluntar, ceea ce ar fi mai eficient decât respectarea lor "forțată".

## Birocrația și satisfacția profesională
Cercetările au constatat că angajații din serviciile publice sunt puternic afectați de birocrație pentru că aceasta le influențează satisfacția profesională. Există o relație directă între motivațiile angajaților pentru a-și face treaba, care sunt adesea prosociale, definite ca roluri care aduc beneficii altora, și povara birocrației care le reduce timpul pe care îl pot petrece ajutându-i pe alții.
Modelul Solicitări-Resurse ale Postului oferă un cadru util pentru a înțelege modul în care birocrația afectează satisfacția angajaților din serviciul public. Cerințele postului sunt sarcini care solicită capacitatea fizică și mentală a angajaților, cu accent pe atitudinile și comportamentul acestora. Pe de altă parte, resursele postului se referă la aspectele din cadrul mediului de lucru care îi sprijină pe angajați în dezvoltarea, adaptarea și atingerea obiectivelor.
Birocrația este caracterizată ca o "cerință a postului", care necesită efort din partea angajaților și reduce satisfacția lor la locul de muncă. Este, de asemenea, caracterizată drept un factor care diminuează "contactul la locul de muncă", adică interacțiunile cu clienții sau timpul petrecut făcând ceea ce angajații percep ca fiind activitatea principală. Birocrația reduce, de asemenea, "impactul la locul de muncă", deoarece poate limita flexibilitatea și autonomia în îndeplinirea sarcinilor, ceea ce afectează modul în care angajații își percep influența pe care o au asupra propriei munci. Împreună, aceste aspecte descriu impactul birocrației asupra satisfacției profesionale pentru unii angajați din serviciul public care ocupă roluri prosociale.
De asemenea, birocrația poate determina și pierderea motivației în rândul angajaților, ceea ce poate duce ulterior la epuizare profesională. Acest lucru se poate întâmpla atunci când angajații se confruntă cu o povară sporită a necesității de a se conforma. Acest lucru are loc din cauză că funcționarii publici își pierd autonomia și sentimentul de competență, lucruri care pot fi surse esențiale de motivație.
Alte exemple ale impactului birocrației asupra satisfacției profesionale includ:
• Pentru angajatorii care doresc să ofere angajaților oportunități de dezvoltare profesională, birocrația internă, prin creșterea regulilor și procedurilor, crește și controlul excesiv al liderilor organizației și îi împiedică să-și susțină angajații.
• Pentru angajații din prima linie, birocrația internă poate afecta satisfacția lor profesională atunci când petrec mai puțin timp servind publicul din cauza că petrec mai mult timp ocupându-se de sarcini birocratice..
Creșterea utilizării tehnologiei în cadrul serviciului public este un exemplu în care birocrația poate afecta satisfacția profesională a angajaților. Deși tehnologia este recunoscută ca un instrument care poate îmbunătăți eficiența și performanța, ea poate, de asemenea, să reprezinte un obstacol pentru angajați dacă acestora nu li se oferă sprijin adecvat (resurse de muncă) pentru a putea gestiona schimbările în rolurile, responsabilitățile și așteptările lor și pentru a-și face treaba bine. Dacă angajații percep schimbările regulilor de la locul lor de muncă și sarcinile zilnice ca fiind dificile sau ca pe ceva care le îngreunează treaba, acest lucru este văzut drept birocrație..
Povara conformității care poate apărea odată cu introducerea noilor tehnologii poate, de asemenea, determina angajații să experimenteze o oboseală psihică, în cazul în care se confruntă frecvent cu provocări. Ca urmare, acest lucru poate determina angajații să se disocieze de munca și de colegii lor..
Cercetările efectuate asupra experiențelor profesorilor și directorilor din școlile publice din Belgia au arătat că, atunci când angajații se confruntă cu niveluri ridicate de birocrație ca rezultat al utilizării instrumentelor digitale, există o probabilitate mai mare să experimenteze epuizare emoțională și, prin urmare, să fie mai probabil ca aceștia să părăsească locul de muncă. Acest lucru subliniază importanța de a lua în considerare impactul pe care cerințele de la locul muncă îl pot avea asupra bunăstării mentale a angajaților dacă nu li se oferă sprijin adecvat. În Elveția un studiu a constatat că timpul pe care directorii din sectorul public sunt obligați să-l petreacă pentru a se conforma regulamentelor, obiectivelor de performanță și măsurătorilor este corelat pozitiv cu nivelurile de stres..
În 2022, Școala de Guvernare Blavatnik de la Universitatea Oxford a realizat un studiu asupra influenței pe care birocrația o are asupra epuizării profesionale a directorilor din serviciul public din Chile. Acest studiu a inclus 354 de directori de școli din Chile pentru a înțelege riscurile epuizării profesionale printre aceștia ca rezultat al birocrației. Studiul a constatat că aceștia au experimentat niveluri crescute de epuizare emoțională, depersonalizare și un sentiment scăzut de împlinire personală atunci când au fost informați despre posibile creșteri ale nivelului de sarcini de conformare regulată pe care erau obligați să le îndeplinească. Acest lucru se întâmplă deoarece acestora nu li s-a oferit sprijinul adecvat pentru a-și face bine treaba.
În 2020, Guvernul canadian a publicat raportul Blueprint 2020, care a adunat informații din interacțiunile cu peste 2000 de funcționari publici despre experiențele lor cu birocrația internă. Acest raport a constatat că birocrația internă reprezintă o problemă semnificativă pentru funcționarii publici. Principalele obstacole menționate de către aceștia în legătură cu birocrația au inclus instrucțiuni neclare privind regulile și politicile interne, precum și un serviciu intern deficitar pentru clienți.